# 第一次貝路納之役
第一次貝路納之役（英語：First Battle of Beruna）是C·S·路易斯所著《納尼亞傳奇》系列小說裡描述的虛構戰役，發生在納尼亞紀元1000年的貝路納淺灘上。它是《獅子·女巫·魔衣櫥》故事的高潮情節，也是整部納尼亞系列小說描述的幾場主要戰役之一。這場戰役在《獅子·女巫·魔衣櫥》裡並無名字，但在續集《賈思潘王子》一書中正式被命名為「貝路納之役」。
原著並無明確描述參戰軍隊的數量，不過在2005年電影版本中的設定，彼得率領的亞斯藍大軍共有五千人，白女巫一方的軍隊則有一萬五千人之多。

## 小說情節
納尼亞人（由彼得·佩文西統帥）和白女巫軍隊之間的決戰顯然是在偉大的獅王亞斯藍犧牲之後展開的，白女巫的軍隊包括像牛頭人身怪、狼人、老巫婆這樣可怕的生物，而彼得以能言獸和半人馬為主力的軍隊則相對較弱。
很快白女巫和她的軍隊佔了上風，她還用魔杖將不少人變為石頭，幸虧愛德蒙及時用劍砍斷她的魔杖，才避免了更多人受到傷害。隨後白女巫則改用石刀作為武器和彼得決鬥。
突然之間，復活的亞斯藍和彼得的姐妹蘇珊和露西一起領著援軍到達現場，這些生物之前被白女巫變成石頭，現在已為亞斯藍救出。援軍迅速衝向戰場，用自己的方式攻擊敵人，矮人用戰斧，狗用利牙，巨人轟隆八方則用棍子橫掃敵人及用大腳踩他們。亞斯藍撲向白女巫，殺死了她，幾分鐘內大部分敵人皆被殲滅，而其他人在見到白女巫死去後不是逃走便是投降。
戰鬥結束時，露西用耶誕老人送她的禮物——一種能治愈任何傷口的魔法果露，治癒了重傷的愛德蒙，亞斯藍督促露西持續救活戰場上所有的傷者，自己則負責復活那些被變成石頭的生物。次日，亞斯藍便在凱爾帕拉瓦宮為成為納尼亞君主的四個孩子加冕。

## 影視改編

### BBC電視劇
在1988年的BBC電視劇改編中，白女巫於亞斯藍犧牲後試圖領軍偷襲亞斯藍軍隊所在的營地，但被發現。彼得率領眾人對抗白女巫的軍隊，雙方之間的戰鬥在樹林中展開，白女巫用魔杖將亞斯藍不少部下變成石頭，愛德蒙趕到打破了魔杖，憤怒的白女巫用折斷的魔杖刺傷了他。在亞斯藍帶領援軍抵達時，白女巫的軍隊潰散，白女巫本人逃到一處高崖上，隨後被亞斯藍的大吼嚇到墮崖而死。

### 2005年電影
在安德魯·亞當森執導的2005年電影版本中，貝路納之役的場景是在紐西蘭南島的弗洛克山拍攝的。實際上拍攝現場僅有一百五十名演員來飾演雙方的軍隊，大部分在電影畫面呈現的大軍都是用電腦軟體「MASSIVE」創造出的虛擬人物。
作者路易斯在原著小說是以蘇珊和露西姊妹的視角來敘述從亞斯藍犧牲到戰爭結束之間的情節，對於貝路納之役的情節敘述較為簡單；但導演亞當森認為必須要盡量表現「這場舉世无雙前所未有的戰争」，因此在該電影中的戰役部分情節被大大擴展，增加了不少新的元素。
當彼得從樹精那裡得知亞斯藍犧牲的消息後，他弟弟愛德蒙敦促他帶領軍隊投入戰鬥而不是撤退。在接下來的鏡頭裡，彼得和半人馬歐瑞斯（亞斯藍的衛隊隊長，電影原創角色）領著大軍佈署在一道山崖下方，愛德蒙領著軍隊裡的弓箭手和鳥類則是站在山崖上方。另一邊，白女巫的大軍在惡冥將軍（電影原創角色）指揮下出現在前方平原，白女巫穿戴著之前從亞斯藍身上剃除的獅鬃毛，駕駛著由北極熊拉的戰車。
彼得與歐瑞斯領著部下與惡冥將軍指揮的大軍交鋒，一隻鳳凰自燃用一道火焰暫時阻斷了白女巫一方的大軍，然而白女巫卻用魔杖打破了這道屏障。彼得下令所有人都撤退至後方的岩石群去，過程中歐瑞斯擊殺了惡冥將軍，並持劍砍向戰車上的白女巫，卻被對方用魔杖石化。白女巫隨後離開戰車，走向正和一些牛頭人身怪戰鬥的彼得，試圖把他也變成石頭；愛德蒙見狀當機立斷，上前用劍迅速地將魔杖給砍斷，白女巫馬上用劍刺傷了愛德蒙。彼得連忙上前與白女巫當面決鬥。
這時，亞斯藍率領納尼亞的一批增援部隊出現在高崖上方，並往戰場衝鋒，亞斯藍趕在白女巫殺害彼得前撲倒她，並將其殺死。亞斯藍的軍隊取得了勝利，白女巫部下的矮人吉納布里還想要伺機偷襲重傷將死的愛德蒙，但被及時趕到的蘇珊用箭射殺。露西以魔法果露治癒了愛德蒙和其餘受傷的士兵。